# Port négrier

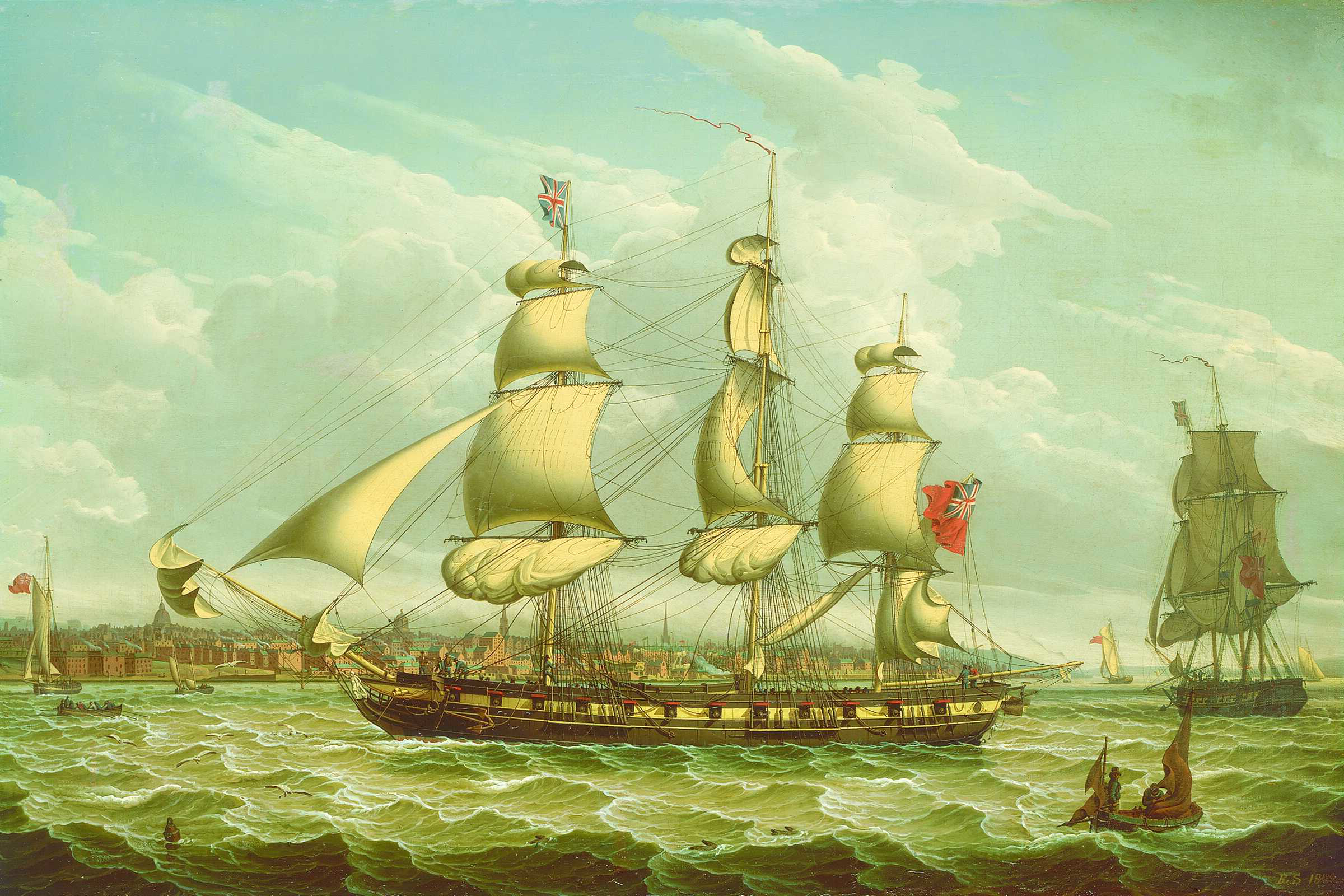
Vaisseau quittant Liverpool, principal port négrier européen.

Un port négrier est un port à partir duquel était organisées des opérations de traite négrière, dans le cadre du commerce triangulaire ou de la traite en droiture. Ce commerce de captifs africains par les Européens, du XVIe au XIXe siècle, a entrainé la déportation de 12 millions d'individus, de l'Afrique vers les colonies européennes.
L'historien Léon Vignols donne le qualificatif de « négrier » à tout port armant pour la traite négrière sans considération de taille.

## Listes des ports négriers
Les puissances européennes sont ici classées en fonction de l'importance des organisations de traite, mais parfois celles-ci peuvent se faire en droiture, directement de l'Afrique vers les colonies américaines, sans passer par des ports européens. C'est la raison pour laquelle certains pays ont déporté beaucoup d'individus mais se retrouvent avec des ports ayant peu pratiqué la traite. Le Portugal par exemple, principale puissance organisatrice (46% du total des déportations), n'a pas de grand port négrier sur son territoire.

### AuPortugal
Le Portugal est le premier pays européen en matière de traite négrière quant au nombre d'individus déportés : 5 millions entre le XVIe et le XIXe siècle. Toutefois, en pratiquant principalement la traite en droiture (directement de l'Afrique vers les colonies américaines sans passer par l'Europe), le pays ne compte pas d'important port négrier.
- Lisbonne (92 expéditions négrières). Le commerce portugais n’entrait pas dans le schéma du « commerce triangulaire ». Avant le développement de la traite esclavagiste transatlantique et jusqu'au milieu du XVIe siècle existe, ce commerce s'effectuait des littoraux mauritaniens et sénégambiens vers la péninsule ibérique. À partir du début du XVIe siècle, se développe par ailleurs un commerce très conséquent qui s'effectuait "en droiture", c'est--à-dire qu'il s’effectuait en reliant directement les deux rives portugaises de l’Atlantique Sud : des côtes du Cap-Vert (Île de Santiago), de Sao Tomé, de Guinée, de l’Angola ou du Mozambique vers les Caraïbes  puis le Brésil, sans transiter par l’Europe[3].

### AuBrésil
Étant donné que la traite portugaise se faisait majoritairement en droiture, le port de Rio de Janeiro est le premier port négrier de la traite occidentale. Rio de Janeiro est également le port de débarquement le plus important. Entre le XVIe siècle et la fin du XIXe, 40% des plus de 10 millions d’esclaves importés aux Amériques débarquèrent de force au Brésil, et 60% d’entre eux à Rio de Janeiro. En 1849, la population de Rio comptait 260 000 habitants dont 110 000 esclaves.
- Rio de Janeiro

- Salvador de Bahia

### Au Royaume-Uni
Avec 3 millions d'individus déportés, l'Angleterre est le deuxième pays européen à avoir le plus participé à la traite atlantique.
- Liverpool, premier port négrier atlantique (4 894 expéditions de traite entre 1686 et 1811)[6]
- Londres (2 704 expéditions[7])
- Bristol (2 064 expéditions[7])
- Lancastre (122 expéditions[7])
- Whitehaven (66 expéditions[7])
- Plymouth (20 expéditions[7])

### EnFrance[8],[9]
La France arrive en troisième position pour le commerce triangulaire avec 1,5 million de captifs déportés. 

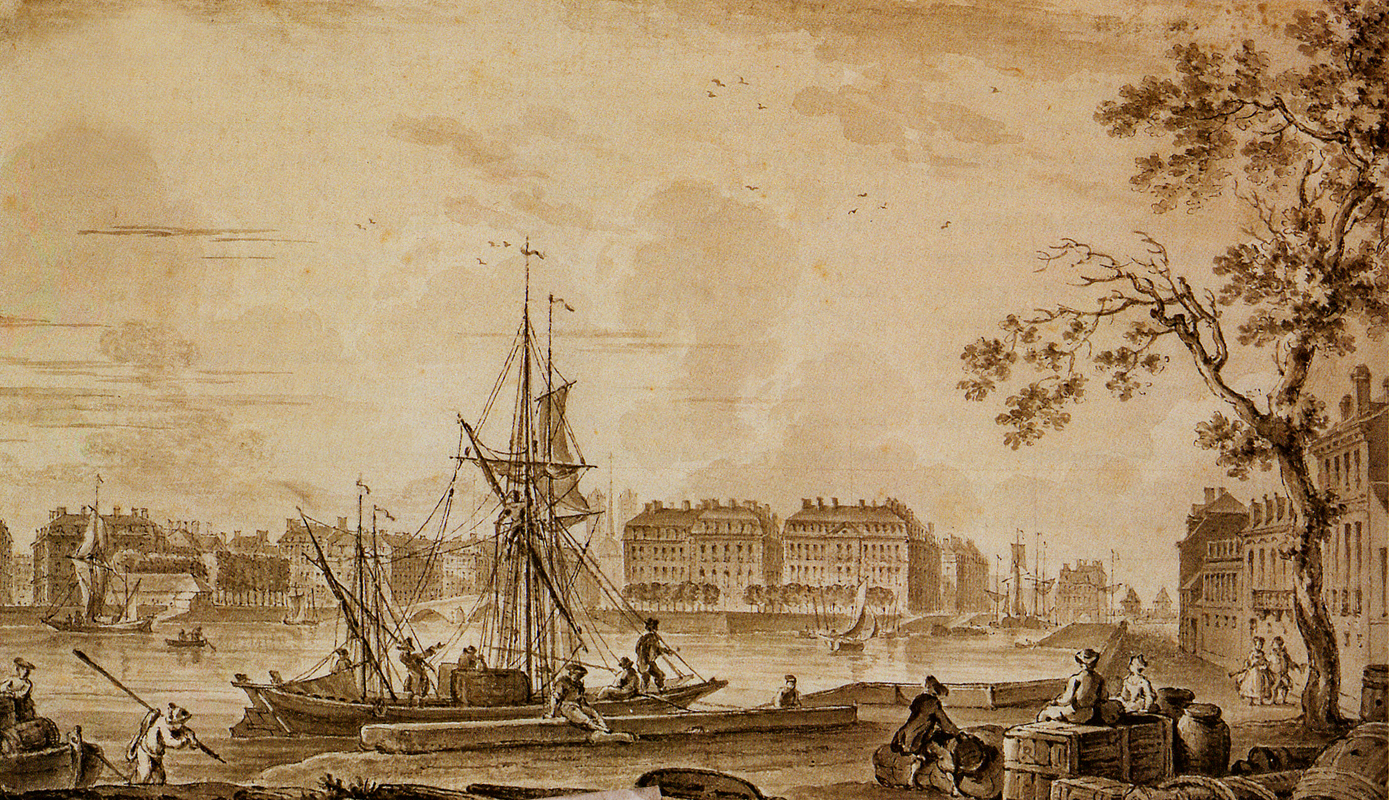
Vue du port de Nantes prise de l'île Gloriette au XVIIIe siècle, attribuée à Nicolas Ozanne.

En nombre d'expéditions entre 1500 à 1815, les ports français se classent de la manière suivante, étant bien sûr précisé que la traite n'a ni commencé ni fini à la même date dans tous ces ports, et que le classement a pu varier suivant les périodes : ainsi, Bordeaux occupa tantôt la seconde place loin derrière Nantes, tantôt il fut dépassé par La Rochelle ou Le Havre. Cette liste ne mentionne que les ports ayant comptabilisé plus de dix expéditions. 
- Nantes (1784 expéditions de traite[7])
- La Rochelle (473 expéditions[7])
- Le Havre (473 expéditions[7])
- Bordeaux (439 expéditions[7])
- Saint-Malo (241 expéditions[7])
- Lorient (159 expéditions[7])
- Honfleur (134[7] à 142[10] expéditions)
- Marseille (116 expéditions[7])
- Dunkerque[11] (46 expéditions[7])
- Rochefort (21 expéditions[7])
- Bayonne (15 expéditions[7])
- Vannes (13 expéditions[7])

D'autres villes ont pu jouer un rôle dans la traite sans être des ports négriers notables : Ainsi Rouen ne comptabilise que 4 opérations directes de traite, mais reste indissociable des ports du Havre et de Honfleur, dont Rouen finançait une bonne partie des expéditions.

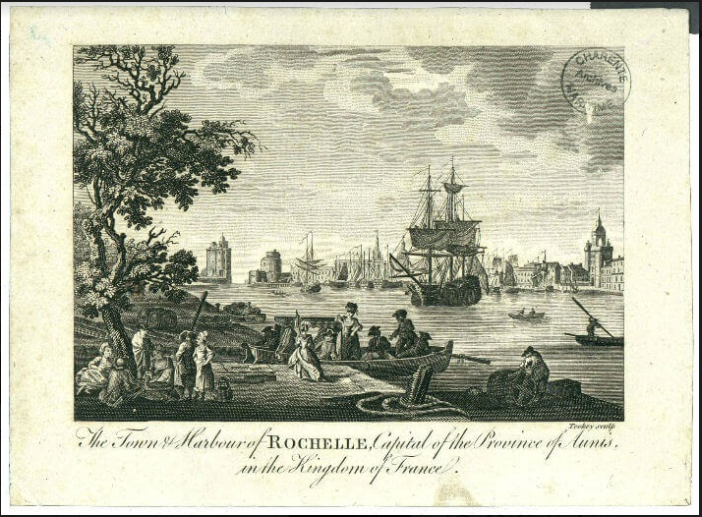
Gravure représentant le port de La Rochelle au XVIIIe siècle.

#### La Rochelle, premier port français à se lancer dans la traite négrière (à partir de la finXVIesiècle)
Bien que les activités négrières commencent tout à la fin du XVIe siècle à la Rochelle — notamment avec le départ du navire l'Espérance en 1594 — l'activité devient plus soutenue au XVIIe, et intense au XVIIIe siècle. « La traite négrière est devenue une activité essentielle à la prospérité rochelaise » : cela a un impact sur « l’activité des chantiers navals, les multiples raffineries de sucre et autres ateliers de transformations des produits coloniaux ». La traite négrière modifie également la topographie de La Rochelle ; une somptueuse chambre de commerce est construite au cours du XVIIIe, des hôtels particuliers se construisent en nombre, le port se modernise. La ville portuaire, en s'enrichissant ainsi, abandonne les maisons à colombages, pour le 100 % pierre, plus résistant et moins inflammable.

### AuxPays-Bas
Les Provinces-Unies, actuels Pays-Bas ont contribué à ce commerce avec plus de 500 000 esclaves déportés.
- Ports de Zélande : Middelbourg, Flessingue, Terneuzen (688 expéditions[7])
- Amsterdam (210[7])
- Rotterdam (126[7])

### EnEspagne
L'Espagne a beaucoup sous-traité l'approvisionnement de ses colonies américaines en esclaves à d'autres puissances européennes par le système de l'asiento.
- Cadix (40 expéditions).
- Grenade

### EnSuède
- Gustavia[16]

### AuDanemark
- Copenhague (13 expéditions ont relié l'Afrique et les Antilles danoises[7]).

### En Afrique
En Afrique, on trouve principalement des comptoirs où les Européens s'approvisionnaient en captifs auprès de vendeurs africains. Il ne s'agit donc pas à proprement parler de ports négriers dans la mesure où c'est depuis l'Europe que la quasi-totalité des expéditions de traite négrière étaient organisées. Les ports africains ne constituaient qu'une escale du parcours.
- depuis la côte des Esclaves :
  - Ouidah au Bénin et Badagry près de Lagos au Nigeria, ports de départ de deux à trois millions d'esclaves[17]
- depuis la côte de l'Or :
  - les forts de traite de la côte ghanéenne, par exemple Cape Coast au Ghana, port de départ d'environ un million d'esclaves
- depuis le golfe du Biafra :
  - Bimbia au Cameroun
  - Calabar au Nigeria
- depuis la côte d'Ivoire :
  - Grand-Lahou
- depuis la côte d'Angole :
  - Loango et Pointe-Noire au Congo, port de départ d'environ 2 millions d'esclaves
  - Luanda en Angola
- depuis la Sénégambie :
  - Île de Gorée au Sénégal, moins de 500 000 esclaves
- depuis la côte du Poivre :
  - Lomboko, aujourd'hui au Sierra Leone.